# بخش زین (شهرستان لوگان، اوهایو)
بخش زین (به انگلیسی: Zane Township) یک منطقهٔ مسکونی در ایالات متحده آمریکا است که در شهرستان لوگان، اوهایو واقع شده‌است.
 بخش زین  ۱٬۱۴۰ نفر جمعیت دارد و ۳۴۹٫۹۱ متر بالاتر از سطح دریا واقع شده‌است.
این منطقه مسکونی در جنوب شرقی لوگان، اوهایو قرار دارد.